# Amin as-Sanini
Amin as-Sanini, arab. امين السنيني (ur. 1 stycznia 1965 w Sanie) – jemeński piłkarz, grający na pozycji bramkarza, trener piłkarski.

## Kariera piłkarska

### Kariera klubowa
Występował w latach 1980-1998 w klubie Al-Ahli Sana.

### Kariera reprezentacyjna
W latach 1985–1992 bronił barw narodowej reprezentacji Jemenu.

## Kariera trenerska
Od 2002 do 2003 prowadził juniorską reprezentację U-17, a potem młodzieżową reprezentację U-20 i U-23. Również trenował kluby Al-Wahda Sana, At-Tilal i Al-Ahli Sana oraz pomagał trenować bramkarzy narodowej reprezentacji Jemenu. W 2011 pracował na stanowisku głównego trenera narodowej reprezentacji Jemenu, a w 2012 reprezentacji U-17.

## Sukcesy i odznaczenia

### Sukcesy klubowe
- mistrz Jemenu: 1981, 1983, 1984, 1988, 1992, 1994

### Sukcesy trenerskie
- etap grupowy Mistrzostw świata U-17: 2003
- wicemistrz Azji U-16: 2002